# Loxioda assimilis
Loxioda assimilis là một loài bướm đêm trong họ Noctuidae.